# Olympus E-3
Olympus E-3 — профессиональный цифровой зеркальный фотоаппарат фирмы Olympus. Анонсирован в октябре 2007 года, пришёл на смену фотоаппарату Olympus E-1. В 2010 году был заменён на обновлённую модель Olympus E-5.

## Камера
Тип камеры — зеркальная 

## Объектив
Поддержка сменных объективов — байонет Zuiko Digital (формат 4/3) 

## Матрица
Общее число пикселов — 11.8 млн 
Число эффективных пикселов — 10.1 млн 
Размер — 4/3 (Four Thirds) (17.3 x 13.0 мм) 
Кроп-фактор — 2 
Максимальное разрешение — 3648 x 2736 
Тип матрицы — Live MOS 
Чувствительность — 100—3200 ISO, Auto ISO 
Функция очистки матрицы — есть 

## Функциональные возможности
Баланс белого — автоматический, ручная установка, из списка, брекетинг 
Вспышка — встроенная, подавление эффекта красных глаз, башмак, синхроконтакт, брекетинг 
Стабилизатор изображения (фотосъемка) — оптический, сдвиг матрицы 

## Режимы съемки
Скорость съемки — 5 кадр./сек 
Максимальная серия снимков — 16 для RAW 
Таймер — есть 
Время работы таймера — 2, 12 c 
Формат кадра (фотосъемка) — 4/3

## Видоискатель и ЖК-экран
Видоискатель — зеркальный (TTL) 
Использование экрана в качестве видоискателя — есть 
Поле зрения видоискателя — 100 % 
ЖК-экран — 230000 точек, 2.50 дюйма 
Тип ЖК-экрана — поворотный 
Второй экран — есть 

## Экспозиция
Выдержка — 60 — 1/8000 с 
Ручная настройка выдержки и диафрагмы — есть 
Автоматическая обработка экспозиции — с приоритетом затвора, с приоритетом диафрагмы 
Экспокоррекция  +/- 5 EV с шагом 1/3 ступени 
Замер экспозиции — мультизонный, центровзвешенный, точечный 
Брекетинг экспозиции — есть 

## Фокусировка
Тип автофокуса — фазовый 
Подсветка автофокуса — есть 
Ручная фокусировка — есть 

## Память и интерфейсы
Тип карт памяти — CompactFlash, CompactFlash Type II, xD-Picture 
Форматы изображения — 3 JPEG, RAW 
Интерфейсы — USB 2.0, видео, разъем для пульта ДУ
Дополнительная информация
экспокоррекция +/- 5 EV с шагом 1, 1/2, 1/3 ступени, система автофокуса TTL Phase-difference Detection System 
Дата анонсирования 2007-10-17 
Дата начала продаж 2007-11-01 

## Размеры и вес
Размер 143x117x75 мм, без объектива 
Вес 810 г, без элементов питания
Основные отличия от E-1
- Новая матрица (10 Мпикс Live MOS вместо 5 Мпикс ПЗС)
- Новый процессор TruPic III.
- Режим LiveView.
- Поворотный дисплей.
- Система стабилизации изображения.
- Новая автофокусировочная система с 11-ю точками.
- Увеличена скорость серийной съемки и количество снимков в серии.
- Появилась более короткая выдержка 1/8000, и более высокоскоростная выдержка синхронизации 1/250 сек.
- Улучшен видоискатель (более яркий и крупный).
- Увеличен размер и разрешение ЖК-монитора.
- Добавлено больше пользовательских настроек.